# Ecole Normale d’Instituteurs Askia Mohamed
Die Ecole Normale d’Instituteurs Askia Mohamed (kurz: ENI Askia Mohamed) ist eine Lehrerbildungsanstalt in der Stadt Zinder in Niger.

## Standort und Ausbildungszweige
Die Ecole Normale d’Instituteurs Askia Mohamed befindet sich im Westen des urbanen Gemeindegebiets der Regionalhauptstadt Zinder. Sie weist drei Ausbildungszweige auf: zum Hilfslehrer, zum Lehrer und eine Spezialsektion.

## Geschichte
Die Anstalt wurde 1957 unter dem Namen Cours Normal de Zinder als Schule zur Hilfslehrerausbildung gegründet. Sie war anfangs gemischt für Mädchen und Knaben zugänglich (Koedukation). Mit der Gründung des Cours Normal de Tillabéri für Mädchen im Jahr 1959 wurden im Cours Normal de Zinder nur noch Knaben zugelassen (Knabenschule).
Aus dem Cours Normal de Zinder ging am 11. April 1962 die Ecole Normale de Zinder hervor, die als Normalschule nicht nur Hilfslehrer, sondern auch Lehrer ausbildete. Hier waren nun wieder Knaben und Mädchen zugelassen. Vor der eigentlichen Berufsausbildung war der Lehrplan der ersten drei Schuljahre mit jenem der allgemein bildenden Gymnasien identisch. Die Ausbildung wurde mit einem Baccalauréat abgeschlossen. Eine gewalttätige Auseinandersetzung wegen einer Benotung, bei der ein Lehrer einen Schüler schlug, weitete sich 1962 zu einer Konfrontation mit den Ordnungskräften aus. Von 1963 bis 1964 unterrichtete der Physiker Pierre Foulani an der Schule.
Unter der Ägide der UNESCO wurde die Ecole Normale de Zinder 1968 „mit ländlicher Ausrichtung“ restrukturiert, in der Absicht, das Schulsystem besser an afrikanische Realitäten anzupassen. Damit verloren die Schüler den Hochschulzugang, wozu sie das Baccalauréat als Abschlussdiplom bislang berechtigte. Dies führte zu Protesten. Am 16. Januar 1970 kam es an der Ecole Normale de Zinder schließlich zu einem Schülerstreik. Der damalige Unterrichtsminister Harou Kouka reiste nach Zinder, erklärte den Streik für illegal und ließ die Schule schließen. Die Schülerproteste setzten sich daraufhin in Maradi, Tillabéri und der Hauptstadt Niamey fort. Die Regierung berief Ende Januar 1970 eine Versammlung im städtischen Stadion von Niamey ein, bei der der Parlamentspräsident Boubou Hama „ausländische Kräfte“ als Ursache für die Proteste erklärte. Als Kompromiss wurde schließlich das Abschlussdiplom der Ecole Normale de Zinder als dem Baccalauréat gleichwertig anerkannt. Durch ein Dekret vom 28. November 1970 wurde definiert, dass die Anstalt der Ausbildung sowohl von Grundschul- als auch von Mittelschullehrern gewidmet war. André Salifou, der hier bereits von 1967 bis 1969 Geschichte und Geografie unterrichtet hatte, wirkte von 1970 bis 1971 als Direktor der Ecole Normale de Zinder.
Der französische Staatspräsident Georges Pompidou wurde am 24. Januar 1972 bei seinem Staatsbesuch in Niger mit einer Tomate beworfen. Daraufhin wurden drei Burschen und ein Mädchen festgenommen. Um für deren Freilassung zu demonstrieren, traten die Schüler mehrerer Schulen in einen Schülerstreik. Die Regierung schloss deshalb am 15. Februar 1972 die Ecole Normale in Zinder, das Lycée National und das Collège Mariama in Niamey, das Lycée Technique in Maradi sowie den Cours Normal in Tillabéri. Der Schulbetrieb wurde am 21. Februar 1972 wieder aufgenommen, wobei landesweit 41 Schüler, die den Streik fortsetzten, zeitweise ihrer Schulen verwiesen wurden. Anfang 1974 wurde in Zinder eine Spezialsektion eingeführt, in der bereits im Schuldienst stehende Lehrer eine einjährige Zusatzausbildung absolvieren konnten, nach deren Abschluss sie beruflich höher eingestuft wurden. Das UNESCO-Projekt der „ländlich“ ausgerichteten Ecole Normale de Zinder wurde 1975 offiziell für beendet erklärt und wieder das Baccalauréat als Abschlussdiplom eingeführt.
Ein Gesetz vom 31. Dezember 2002 gestand der nunmehrigen Ecole Normale Askia Mohamed in Zinder die Selbstverwaltung unter staatlicher Aufsicht zu. Ihr Namensgeber Askia Mohamed (1440–1538) war der Begründer der Askia-Dynastie im Songhaireich. Eine Verordnung definierte 2006 acht Schulen in der Nähe der Ecole Normale Askia Mohamed als Übungsschulen, in denen erfahrene Lehrkräfte die Lehramtsstudierenden betreuen. Dazu zählten beispielsweise die Mädchen- und die Knabenschule in Zengou.
Alle Ecoles Normales (Normalschulen, kurz EN) erhielten 2007 landesweit die neue Bezeichnung Ecole Normale d’Instituteurs (Lehrer-Normalschule, kurz ENI). Im Schuljahr 2009/2010 gehörten dem Lehrkörper der Ecole Normale d’Instituteurs Askia Mohamed 34 Personen an, darunter keine einzige Frau. Die Anzahl der Schüler belief sich auf 1425 in 32 Klassen. Zum Schuldirektor wurde 2012 Saidou Moussa Bagobiri ernannt und, als dieser in den Ruhestand ging, 2017 Sani Sabo. Ein landesweiter Kompetenztest der Lehrer in Französisch und Mathematik erbrachte 2017 dermaßen schlechte Ergebnisse, dass der Unterrichtsminister Daouda Marthé bestimmte Diplome als Zugangsvoraussetzung zu allen Ausbildungsstätten des Typs Ecole Normale d’Instituteurs einführte. Mit dem Ziel einer effizienten Verwaltung ohne Inkohärenzen bei der Umsetzung des Lehrplans wurde die Selbstverwaltung aller elf Lehrerbildungsanstalten des Landes 2019 aufgehoben. Sie wurden stattdessen direkt der für Aus- und Weiterbildung zuständigen ministeriellen Generaldirektion unterstellt. Unter Staatspräsident Mohamed Bazoum wurden die Zugangsbeschränkungen 2021 weiter verschärft und das Baccalauréat zur Bedingung, um an einer Ecole Normale d’Instituteurs studieren zu können.

## Bekannte ehemalige Schülerinnen und Schüler
- Hamidou Arouna Sidikou (1946–2015), Geograph und Politiker
- Boubé Gado (1944–2015), Historiker und Politiker
- Foumakoye Gado (* 1950), Politiker
- Mahamadou Karidio (* 1953), Politiker
- Amadou Madougou (* 1941), Politiker
- Yahouza Sadissou (* 1966), Journalist und Politiker
- Salifou Wakasso (* 1960), General